# Cabdellà Variedad2
Cabdellà Variedad2 es el nombre de una variedad cultivar de manzano (Malus domestica) Esta manzana está cultivada en la colección de germoplasma de manzanas del CSIC, también está cultivada en la colección de germoplasma de peral y manzano en la "Finca de Gimenells de la Estación Experimental de Lérida - IRTA". Esta manzana es originaria de la Comunidad autónoma de Cataluña, procedente de un ejemplar localizado en el año 2001 en el municipio de La Torre de Cabdella, Lérida.

## Sinónimos
- "Poma Cabdellà Variedad2",[3]
- "Cabdellà-2 M49",[3]
- "Manzana Cabdellà Variedad2".[7]

## Historia
'Cabdellà Variedad2' es una variedad de manzana de Cataluña, está catalogada con el número de accesión M049 en el Banco de germoplasma de peral y manzano de la Universidad de Lérida, que se encuentra integrado en la Red de Colecciones del Programa de Conservación y Utilización de los Recursos Fitogenéticos para la Alimentación y la Agricultura, del Plan Nacional de I+D+I.
'Cabdellà Variedad2' está considerada con otras muchas de las entradas que se han incorporado al Banco de germoplasma en la "Finca de Gimenells de la Estación Experimental de Lérida - IRTA", provienen de ejemplares únicos, en algunos casos, actualmente desaparecidos, lo que ha permitido paliar la erosión genética que se está dando en estas especies frutales.
'Cabdellà Variedad2' es una variedad que se cultiva para su conservación genética, para posibles usos y mejoras en cruces con otras variedades, para incrementar cualidades o intercambiarlas.

## Características
El manzano de la variedad 'Cabdellà Variedad2' tiene un vigor fuerte de tipo ramificado, con porte erguido; ramos con pubescencia media, de un grosor delgado, con longitud de entrenudos medios, número de lenticelas medio, relación longitud/grosor de los entrenudos grande, tipo de ramos fructíferos "brindillas coronadas"; época de inicio de floración tardía, yema fructífera de forma ovoide de una longitud corta, flor no abierta presenta color del botón floral rosa pálido, flor de tamaño medio, pétalos con posición relativa de los bordes separados, inflorescencia con número medio de flores pocas, de forma medianamente cupuliforme, sépalos de color predominante verde, sépalos de longitud media, con los pétalos de longitud corta y anchura corta, siendo la relación longitud/anchura de los pétalos bastante más largos, estilos con longitud en relación con los estambres de más largos, estilos con punto de soldadura lejos de la base.
Las hojas tienen un porte horizontal en relación con el ramo, limbo de longitud medio y de anchura medio, con una relación longitud/anchura pequeña, forma del borde ondulada, peciolo con longitud medio, forma del limbo elíptico-ensanchada, aspecto de la superficie del haz medianamente brillante, pubescencia del envés débil, plegamiento de la superficie ondulada, tamaño de la punta grande, forma de la base redondeada, estípulas con una forma muy foliáceas, y ángulo del peciolo respecto al ramo grande.
La variedad de manzana 'Cabdellà Variedad2' tiene un fruto de tamaño y peso muy grande; forma globosa, relación longitud/anchura pequeña, lados (ausencia o presencia de lados marcados) medio, posición de la anchura máxima en el medio; piel con estado ceroso ausente o muy débil, pruina de la epidermis débil; con color de fondo amarillo-verdoso, importancia del sobre color fuerte, sobre color de superficie púrpura, siendo su intensidad oscuro, reparto del color en la superficie placas continuas con estrías, acusando unas lenticelas grandes, y una sensibilidad al "russeting" (pardeamiento áspero superficial que presentan algunas variedades) en las caras laterales ausente o muy débil;
pedúnculo con una longitud muy largo, y un grosor grueso, anchura de la cavidad peduncular grande, profundidad de la cavidad pedúncular profunda, y con importancia del "russeting" en cavidad peduncular fuerte; coronamiento por encima del cáliz débil, anchura de la cav. calicina alta, profundidad de la cav. calicina profunda, y con importancia del "russeting" en cavidad calicina ausente o muy débil; longitud del sépalo media; ojo grande, abierto; sépalos medios.
Carne de color blanca, con oscurecimiento de la carne al corte fuerte; textura media, dureza de la carne baja, con jugosidad jugosa; sabor algo aromático, muy bueno; corazón con distinción de la línea muy fuerte; eje abierto; porte del sépalo parcialmente extendido; lóculos carpelares cerrados; semilla de longitud mediana, de anchura ancha, y de color marrón oscuro.
La manzana 'Cabdellà Variedad2' tiene una época de maduración y recolección de fruto tardía, finales de otoño. Se usa como manzana de mesa fresca y para sidra.

## Calidad de fruto y prueba de cata
- Peso del fruto: Muy grande
- Calibre del fruto: Muy grande
- Longitud del fruto: Muy grande
- Índice de almidón: Medio
- Dureza medida de la carne: Baja
- Índice refractométrico (IR): Alto
- Acidez titulable: Alta
- Jugosidad de la carne: Jugoso
- Textura de la carne: Media
- Dureza sensorial de la carne: Dura
- Dulzor: Medio
- Acidez: Media
- Intensidad del sabor de la carne: Media
- Sabor: Muy bueno
- Valoración global del fruto: Bueno.[3]

## Características Agronómicas
- Afinidad del injerto (compatibilidad): Media
- Facilidad de formación y poda: Media
- Tipo de fructificación: Tipo IV
- Precocidad varietal: Bastante precoz
- Vecería: Alta
- Productividad: Baja
- Necesidad de aclareo: Baja
- Escalonamiento de la maduración del fruto: Largo
- Sensibilidad a la caída en maduración: sin datos
- Aptitud para la conservación del fruto en árbol: sin datos
- Aptitud para la conservación del fruto en almacén o cámara: sin datos
- Sensibilidad al moteado: sin datos
- Sensibilidad al oídio: sin datos
- Sensibilidad a pulgón lanígero: sin datos.[3]